# Grintovec
Grintovec é a montanha mais alta dos Alpes de Kamnik e de Savinja com uma altitude de 2558 metros, e a segunda mais alta da Eslovénia, atrás de Triglav. A primeira subida registrada, foi em 1759, pelo botânico Giovanni Antonio Scopoli.